# انگین هپیلری
انگین هپیلری (انگلیسی: Engin Hepileri؛ زادهٔ ۳ مارس ۱۹۷۸) بازیگر، کارگردان نمایش، مجری تلویزیون اهل ترکیه است. وی از سال ۱۹۹۶ میلادی تاکنون مشغول فعالیت بوده‌است.
از فیلم‌ها یا برنامه‌های تلویزیونی که وی در آن نقش داشته‌است می‌توان به فصل شکار اشاره کرد.